# Érable trident
Acer buergerianum
Espèce
Classification APG III (2009)
L'Érable trident (Acer buergerianum aussi appelé Érable de Bürger ou Érable trifide) est une espèce d'érable originaire de Chine de l'Est. Cet érable a été introduit en Angleterre en 1898. Il doit son nom latin au néerlandais Heinrich Bürger (1804-1858), "récolteur" au Japon pour le gouvernement néerlandais.
L'espèce est souvent appelée par erreur "buergeranum".

## Description

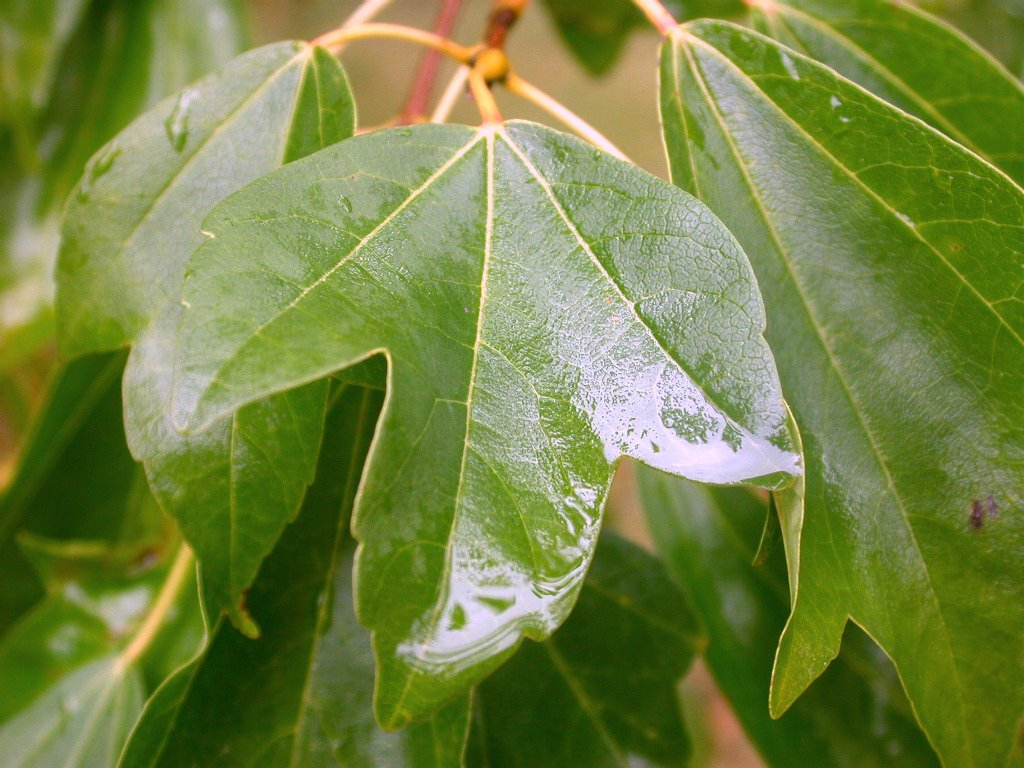
Feuille d'érable de Bürger.

C'est un arbre à feuilles caduques pouvant atteindre 10 à 15 m de haut, et un tronc pouvant atteindre 50 cm de diamètre.
Son écorce rugueuse est grise à beige clair parfois nuancé d’orangé.
Les feuilles vert brillant de 4 à 8 cm de long sont opposées, avec un pétiole de 2 à 5 cm. Leurs trois lobes forment un trident. Elles virent au rouge carmin en automne.
De petites fleurs vert jaune apparaissent au printemps, en corymbes.
Le fruit est une samare composée de deux graines ailées de 4 à 6 mm de diamètre, avec une aile d'environ 15 mm.

### Utilisation
L'érable trident est une espèce très utilisée en bonsai.
L'érable de Bürger ou trident est beaucoup apprécié des bonsaïka pour la faculté à développer des racines abondantes, ce qui donne "rapidement" un aspect âgé
au bonsaï lorsque le travail sur le nebari (base du tronc) est effectué correctement lors de rempotages successifs.
Il est aussi planté comme arbre d'ornement dans les parcs et jardins d'Europe et d'Amérique du Nord.